# Минута молчания (радиосвязь)
Минута молчания или международный период молчания — специально назначенные трёхминутные временные интервалы в течение каждого получаса для передачи радиосигналов тревоги, бедствия, безопасности или срочности на определённых частотах. В эти моменты времени судовые и береговые радиостанции обязаны вести прослушивание вызывных частот гектометровых и декаметровых диапазонов радиочастотного спектра.

## Описание
По международным договорённостям каждый час с 15-й по 18-ю минуту и с 45-й по 48-ю радиотелеграфисты морской подвижной службы прекращают передачу информации и осуществляют прослушивание радиоэфира, переходя в режим приёма на частоте 500 кГц. Вне частотного диапазона 485—515 кГц радиообмен может вестись только береговыми радиостанциями в рамках циркулярных передач. Для морских радиотелефонных систем минуты молчания назначены каждый час с 0-й по 3-ю и с 30-й по 33-ю на частоте 2182 кГц.
Всякое судно, идущее в море, обязано включать автоматический приёмник сигналов тревоги в то время, когда его узел связи не прослушивает частоту 500 кГц. В случае неисправности радиоаппаратуры наблюдение за радиоэфиром на частоте 500 кГц может быть прекращено только с разрешения капитана судна. Во время радиовахт корабельные радиостанции могут продолжать свою работу в течение минут молчания, задействовав автоматический приёмник сигналов тревоги на частоте 500 кГц. Однако судовым радиоточкам в минуты молчания воспрещается вызывать берег на вызывных каналах, кроме специально оговорённых случаев передачи радиотелеграмм высших категорий срочности или сигнала бедствия. В случае нахождения судна на внешнем рейде портовой акватории несение радиовахты на гектометровых волнах не отменяется, однако оно может быть прекращено после захода судна в порт.

## В популярной культуре
- Юрий Визбор описал «минуту молчания» в песне «Три минуты тишины».
- Роман Георгия Владимова «Три минуты молчания».